# Марцелл II
Папа Римський Марцелл II (6 травня 1501, Монтефано — 1 травня 1555, Рим) в миру Марчелло Червіні (італ. Marcello Cervini) — папа римський з 9 квітня по 1 травня 1555.

## Біографія
Марчелло Червіні народився 6 травня 1501 року в Монтепульчано. Навчався у Сієнському університеті. Був всебічно освіченою людиною. Його знання й освіченість в усіх галузях науки вражали, починаючи з вирощування дерев і мистецтва гравіювання і закінчуючи астрономією, математикою й архітектурою що особливо вражало Мікеланджело. Червіні був вихователем непотів Павла III. Призначений кардиналом-настоятелем собору Святого Хреста в Єрусалимі, брав участь у Тридентському соборі. Після обрання його папою заборонив урочистості у Римі. Його рідним було заборонено навіть приїздити до Риму. Помер за місяць після обрання папою. Палестрина склав чудову месу, яка була виконана на похоронах папи Марцелла II.
Марцелл II був останнім понтифіком, папське ім'я якого збігалося з даним при народженні (Марчелло — Марцелл); попереднім був голландський папа Адріан VI (Адріан Флоренс).